# البارود خانة
البارود خانة هي إحدى المعالم التاريخية في الموصل والمكونة من كلمتين تركيتين تعني مخزن البارود وهي مشيدة على شكل قلعة حصينة، وكانت جـزءًا مهمًا من نظام الدفاع في الموصل القديمة حيث كانت مخزناً للبارود والمقذوفات (الدانات) المستخدمة في المدافع.

## تاريخ البارود خانة
يرجع تاريخ البارود خانة إلى العهد العثماني إذ يرجع تاريخ بنائها إلى عام 1843م من قبل والى الموصل محمد بن أحمد إينجه البيرقدار حسب توصيات السلطان محمود الثاني ونفذ التجنيد الإجباري وشيد الثكنات متخصصة لأصناف الجيش: المدفعية، الخيالة، المشاة وأنـشأ مصنعاً للمدافع والقنابل. وكانت مـشيدة على هيئة قلعة حصينة على السور الشمالي لمدينة الموصل على امـتداد قلعة باشطابيا الواقعة على نهر دجلة.

## بناية البارود خانة
تتألف البارود خانة من 3 مباني الأول الرئيسي وهو المبنى الرئيسي المحافظ على هيئته ومشكل على شـكل متوازي المستطيلات يتألف من طابقين ويبلغ مساحته 2,374م، طول البناية 22م وعرضها 17م وارتفاعها 10,5م تقريبا. تسندها دعامات منشورية بأبعاد 5.5م عند اسفل الجدار وبارتفاع 8م ويبلغ سمك الدعامة 1.1م والمبنى الثاني 12م وعرض 4م وهو عـبارة عن غرف بسيطة بطابق واحد ويقع شرق المبنى الرئيسي وقد يكون مخصص لسكن العاملين في البارود خانة وهو مهترئ البناء في الوقت الحاضر، المبنى الثالث كان مخصص للضباط والمهام العسكرية وأزيل هذا المبنى عند بناء مطبعة ابن الاثير.

## استغلال المبنى
تمت محاولات سابقة للاستفادة من "البارود خانة" بعد نهاية الحقبة العثمانية، حيث تم تحويلها إلى جمعية تعاونية تسويقية، ثم تحولت إلى متحف للتراث الشعبي الموصلي تابع لجامعة الموصل. بعد ذلك، نُقل المتحف إلى "بيت التوتونجي" في حي القطانين بالمدينة، ومن ثم إلى مركز دراسات الموصل داخل الحرم الجامعي الأول. إلا أن المتحف تعرض للتخريب والنهب خلال احتلال الجيش الأميركي للمدينة في عام 2003.

## معرض الصور

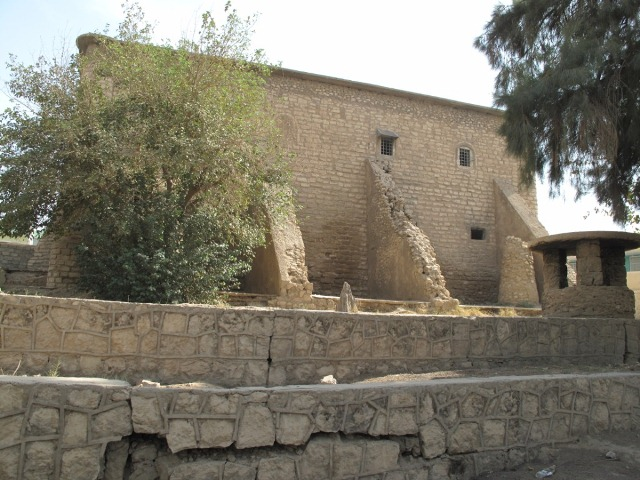
مبنى البارود خانة الرئيسي
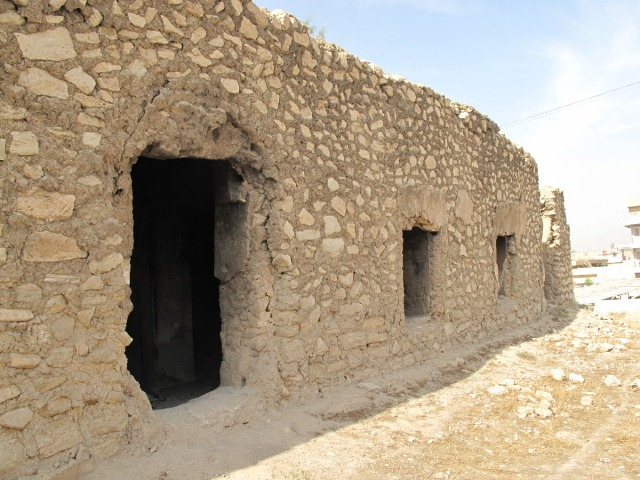
البارود خانة
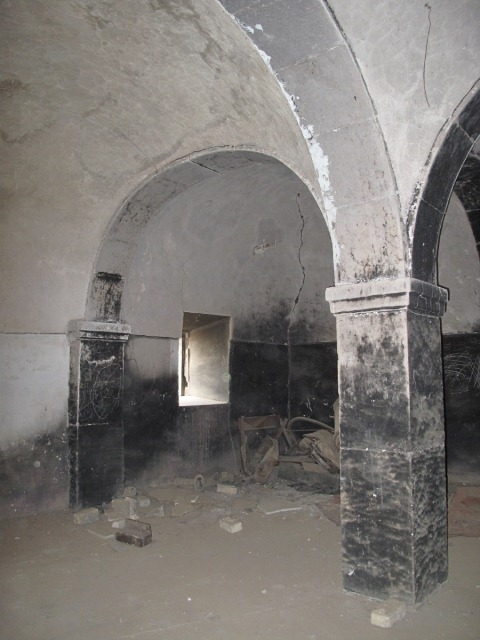
البارود خانة من الداخل 1
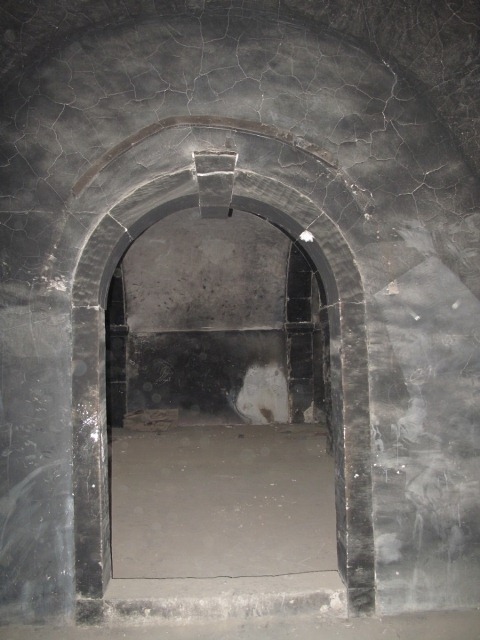
البارود خانة من الداخل 2